# Erosida yucatana
Erosida yucatana é uma espécie de coleóptero da tribo Eburiini (Cerambycinae); com distribuição nos estados de Jalisco e Quintana Roo (México).

## Sistemática
- Ordem Coleoptera
  - Subordem Polyphaga
    - Infraordem Cucujiformia
      - Superfamília Chrysomeloidea
        - Família Cerambycidae
          - Subfamília Cerambycinae
            - Tribo Eburiini
              - Gênero Erosida
                - E. yucatana (Giesbert, 1985)